# Lucas Perri
Lucas Estella Perri (Campinas, 10 de diciembre de 1997) es un futbolista brasileño. Juega de guardameta y su equipo es el Leeds United F. C. de la Premier League.

## Trayectoria
Perri se formó en las inferiores del São Paulo, y fue promovido al primer equipo en 2018. Durante su etapa en el club, fue cedido al Crystal Palace inglés y al Náutico.
En 2022 se incorporó al Botafogo. En dos temporadas disputó 67 partidos y a inicios de 2024 fue traspasado al Olympique de Lyon a cambio de 3,25 millones de euros.
El 26 de julio de 2025, tres un año y medio en Francia en el que jugó 49 encuentros, se marchó al Leeds United F. C., con el que firmó por cuatro temporadas, por 16 millones de euros más dos en variables y un 10% de la plusvalía de una futura venta.

## Selección nacional
En categorías inferiores, disputó el Campeonato Sudamericano Sub-20 de 2015 y el Campeonato Sudamericano Sub-20 de 2017. En categoría absoluta fue convocado por primera vez en septiembre de 2023.

## Estadísticas
Actualizado al último partido disputado el 18 de agosto de 2025.
| Club                          | Div.          | Temporada     | Liga  | Liga  | Estatal | Estatal | Copas nacionales | Copas nacionales | Copas internacionales | Copas internacionales | Total | Total |
| Club                          | Div.          | Temporada     | Part. | Goles | Part.   | Goles   | Part.            | Goles            | Part.                 | Goles                 | Part. | Goles |
| ----------------------------- | ------------- | ------------- | ----- | ----- | ------- | ------- | ---------------- | ---------------- | --------------------- | --------------------- | ----- | ----- |
| São Paulo F. C. · Brasil      | 1.ª           | 2016          | 0     | 0     | 0       | 0       | —                | —                | 0                     | 0                     | 0     | 0     |
| São Paulo F. C. · Brasil      | 1.ª           | 2017          | 0     | 0     | 0       | 0       | —                | —                | 0                     | 0                     | 0     | 0     |
| São Paulo F. C. · Brasil      | 1.ª           | 2018          | 0     | 0     | 0       | 0       | —                | —                | 0                     | 0                     | 0     | 0     |
| São Paulo F. C. · Brasil      | 1.ª           | 2019          | 1     | 0     | 0       | 0       | —                | —                | 0                     | 0                     | 1     | 0     |
| São Paulo F. C. · Brasil      | 1.ª           | 2020          | 0     | 0     | 1       | 0       | —                | —                | 1                     | 0                     | 2     | 0     |
| São Paulo F. C. · Brasil      | 1.ª           | 2021          | 0     | 0     | 3       | 0       | 1                | 0                | 2                     | 0                     | 6     | 0     |
| São Paulo F. C. · Brasil      | Total club    | Total club    | 1     | 0     | 4       | 0       | 1                | 0                | 3                     | 0                     | 9     | 0     |
| Náutico · Brasil              | 2.ª           | 2022          | 22    | 0     | 21      | 0       | 1                | 0                | —                     | —                     | 44    | 0     |
| Náutico · Brasil              | Total club    | Total club    | 22    | 0     | 21      | 0       | 1                | 0                | 0                     | 0                     | 44    | 0     |
| Botafogo · Brasil             | 1.ª           | 2022          | 4     | 0     | —       | —       | —                | —                | —                     | —                     | 4     | 0     |
| Botafogo · Brasil             | 1.ª           | 2023          | 38    | 0     | 12      | 0       | 6                | 0                | 7                     | 0                     | 63    | 0     |
| Botafogo · Brasil             | Total club    | Total club    | 42    | 0     | 12      | 0       | 6                | 0                | 7                     | 0                     | 67    | 0     |
| Olympique de Lyon Francia     | 1.ª           | 2023-24       | 0     | 0     | —       | —       | 4                | 0                | —                     | —                     | 4     | 0     |
| Olympique de Lyon Francia     | 1.ª           | 2024-25       | 33    | 0     | —       | —       | 1                | 0                | 11                    | 0                     | 45    | 0     |
| Olympique de Lyon Francia     | Total club    | Total club    | 33    | 0     | 0       | 0       | 5                | 0                | 11                    | 0                     | 49    | 0     |
| Leeds United F. C. Inglaterra | 1.ª           | 2025-26       | 1     | 0     | —       | —       | 0                | 0                | —                     | —                     | 1     | 0     |
| Leeds United F. C. Inglaterra | Total club    | Total club    | 1     | 0     | 0       | 0       | 0                | 0                | 0                     | 0                     | 1     | 0     |
| Total carrera                 | Total carrera | Total carrera | 99    | 0     | 37      | 0       | 13               | 0                | 21                    | 0                     | 170   | 0     |
| 1. 2.                         |               |               |       |       |         |         |                  |                  |                       |                       |       |       |

## Palmarés

### Títulos estatales
| Título                  | Club            | Estado     | Año  |
| ----------------------- | --------------- | ---------- | ---- |
| Campeonato Paulista     | São Paulo F. C. | São Paulo  | 2021 |
| Campeonato Pernambucano | Náutico         | Pernambuco | 2022 |